# Янгылбай
Янгылбай (ранее Хатынь, также Ялан-Гечу; кум. Ялан-Гечу, ног. Янгелбай) — село в Бабаюртовском районе, Республики Дагестан, Российской Федерации. Входит в Мужукайское сельское поселение.

## Географическое положение
Расположено в 13 км к северо-востоку от районного центра села Бабаюрт на автодороге Бабаюрт-Шава.

## История
Начиная с первой половины XVII ногайцы начали активно переселяться на территорию Прикаспийской низменности, в частности на Кумыкскую равнину (Терско-Сулакское междуречье) из исторической их родины — Ногайской степи, главным образом из Ногайского района. В 1939 году население хутора в количестве 395 хозяйств было переселено на центральную усадьбу колхоза имени Орджоникидзе в село Мужукай.

## Население
| 1914 | 1926 | 1939 | 1959 | 1989 | 2002 | 2010 |
| ---- | ---- | ---- | ---- | ---- | ---- | ---- |
| 223  | ↘71  | ↗165 | ↘117 | ↘109 | ↗129 | ↗153 |
| 2021 |      |      |      |      |      |      |
| ↗172 |      |      |      |      |      |      |

Национальный состав
По данным Всесоюзной переписи населения 1926 года:
| № | Национальность | Численность, чел. | Доля |
| - | -------------- | ----------------- | ---- |
| 1 | ногайцы        | 67                | 94 % |
| 2 | чеченцы        | 4                 | 6 %  |

По данным Всероссийской переписи населения 2010 года:
| № | Национальность | Численность, чел. | Доля |
| - | -------------- | ----------------- | ---- |
| 1 | ногайцы        | 116               | 76 % |
| 2 | кумыки         | 25                | 16 % |
| 3 | аварцы         | 6                 | 4 %  |
| 4 | другие         | 6                 | 4 %  |